# Keeratikorn Nilmart
Keeratikorn Nilmart (thailändisch กีรติกรณ์ นิลมาศ, * 20. Mai 1992) ist ein thailändischer Fußballspieler.

## Karriere
Keeratikorn Nilmart spielte bis Mitte 2017 beim Erstligisten Super Power Samut Prakan FC in Samut Prakan. In der Hinserie 2017 absolvierte er für Super Power sechs Spiele in der ersten Liga, der Thai Premier League. Im Juni 2017 wechselte er zum Drittligisten Samut Sakhon FC. Mit dem Klub aus Samut Sakhon wurde er Ende 2017 Meister der Thai League 3 (Lower Region) und stieg in die zweite Liga auf. Nach dem Aufstieg verließ er Samut und schloss sich dem Ligakonkurrenten Lampang FC an. In Lampang unterschrieb er einen Zweijahresvertrag. 2020 nahm ihn der ebenfalls in der zweiten Liga spielende Chiangmai United FC aus Chiangmai unter Vertrag. Hier kam er einmal in der Liga zum Einsatz. Mitte 2020 wechselte er zum Erstligisten Trat FC nach Trat. Hier kam er in der ersten Liga nicht zum Einsatz. Im Januar 2021 ging er nach Bangkok, wo er sich dem Drittligisten Raj-Pracha FC anschloss. Am Ende der Saison wurde er mit Raj-Pracha Vizemeister der Region. In den Aufstiegsspielen zur zweiten Liga belegte man den dritten Platz und stieg somit in die zweite Liga auf. Nach dem Aufstieg verließ er den Verein und wechselte zum Zweitligisten Chainat Hornbill FC. Für den Klub aus Chainat bestritt er 36 Ligaspiele. Nach der Hinrunde 2022/23 wurde sein Vertrag im Dezember 2022 nicht verlängert. Im gleichen Monat unterschrieb er einen Vertrag beim Drittligisten Mahasarakham FC. Mit dem Verein aus Maha Sarakham spielte er in der North/Eastern Region der Liga. Am Ende der Saison 2023/24 wurde er mit dem Verein Meister der Region. In den Aufstiegsspielen zur zweiten Liga konnte man sich jedoch nicht durchsetzen. Ein Jahr später feierte er mit dem Verein die Vizemeisterschaft und den Aufstieg in die zweite Liga. Nach dem Aufstieg wurde im Sommer 2024 sein Vertrag nicht verlängert.

## Erfolge
Samut Sakhon FC
- Thai League 3 – Lower Region: 2017  ▲

Mahasarakham FC
- Thai League 3 – North/East: 2022/23
- Thai League 3 – North/East: 2023/24 (Vizemeister)  ▲